# Otó II de Wittelsbach
No s'ha de confondre amb el duc Otó II de Baviera, conegut com Otó de Nordheim (1061-1070); Otó II de Wittelsbach fou també conegut com Otó IV de Baviera 
Otó II de Wittelsbach (alemany: Otto II. der Erlauchte)  (Kelheim, 7 d'abril de 1206 - Landshut, 29 de novembre de 1253) conegut també com a Otó IV de Baviera (alemany: Otto II der Erlauchte, Herzog von Bayern, Pfalzgraf bei Rhein) fou duc de Baviera i comte palatí del Rin. Era fill de Lluís I de Wittelsbach i de Ludmila de Bohèmia, i membre de la dinastia dels Wittelsbach. Fou conegut com l'August.

## Biografia
A l'edat de setze anys es va casar Agnès o Ines del Palatinat, una neta del duc Enric el Lleó i de Conrad de Hohenstaufen. Amb aquest matrimoni els Wittelsbach van heretar el Palatinat que van mantenir com a possessió fins al 1918. Des de llavors també el lleó es va convertir en un símbol heràldic en l'escut d'armes de Baviera i del Palatinat.
Otó va adquirir les riques regions de Bogen el 1240, i Andechs i Ortenburg el 1248 com una possessió familiar i d'aquesta manera va ampliar la seva base de poder a Baviera. Amb el comtat de Bogen els Wittelsbach van adoptar també la bandera de rombes blancs i blaus i des d'aleshores ha estat la bandera de Baviera (i del Palatinat).
Després de posar fi a una disputa amb l'emperador Frederic II, es va unir al partit dels Hohenstaufen el 1241. La seva filla, Isabel, es va casar amb el fill de Frederic IV, Conrad. A causa d'això, Otó va ser excomunicat pel Papa.
Va morir a Landshut el 1253. Igual que els seus avantpassats, Otó va ser enterrat a la cripta de l'abadia de Scheyern.

## Matrimoni i fills
Otó es va casar amb Agnès, filla d'Enric V, comte palatí del Rin (fill d'Enric el Lleó) i Agnès de Hohenstaufen, a Worms el 1222. Els seus fills van ser:
- Lluís II de Wittelsbach, II duc de Baviera (Heidelberg 13 d'abril de 1229 - 2 febrer 1294).
- Enric I de Wittelsbach, XIII duc de Baviera (Landshut 19 de novembre 1235 - Burghausen 3 febrer 1290).
- Elisabet de Baviera, reina d'Alemanya (Landshut vers 1227 - 9 d'octubre de 1273), casada amb:
  - Conrad IV d'Alemanya, el 1246 a Vohburg;
  - Meinard II de Gorizia-Tirol, II duc de Caríntia, el 1259 a Múnic
- Sofia (Lanshut 1236-Castell d'Hirschberg 9 d'agost de 1289), casada el 1258 amb el comte Gerhard IV de Sulzbach i d'Hirschberg.
- Agnès (vers 1240-vers 1306).